# Paul Désiré Trouillebert

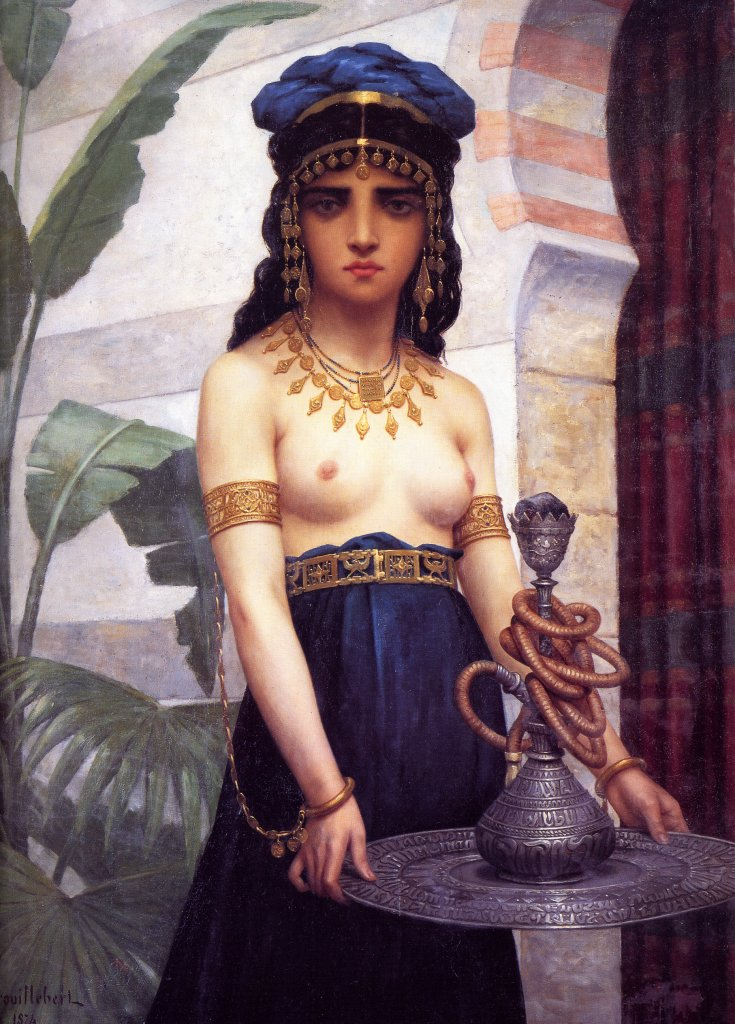
Die Haremsdienerin, 1874

Paul Désiré Trouillebert (* 1831 in Paris; † 28. Juni 1900 ebenda) war ein französischer Maler.
Trouillebert war ein anerkannter Maler der Schule von Barbizon. Unter anderem war er für Imitationen von Gemälden Corots bekannt. Er lebte vornehmlich in Candes-Saint-Martin, wo heute sein Wohnhaus ein Museum ist.
Am Salon de Paris 1882 nahm er mit dem Gemälde Die Badenden (Les Baigneuses) teil. Nach seinem Tod 1900 wurde ihm eine Einzelausstellung in der Galerie Hausmann gewidmet, 1901 eine in der Galerie des Artistes Modernes.

## Werke (aus Auktionen)
- Chemin au bord du lac de Nantua, Galerie Gary-Roche
- Deux lavanderies sous les bouleaux, Van Ham Fine Art Auctions
- La Gardienne de Troupeau, Frances Aronson Fine Art, LLC
- Le Loir et la Flêche, Stoppenbach & Delestre
- Le Pêcheur et le Bateau, Daphne Alazraki
- Mme. Trouillebert, The Darvish Collection, Inc.
- Au Bord de La Loire à Montsoreau, Öl auf Leinwand.